# Concorde de Saintes
Saint Concorde de Saintes est un prélat français, évêque de Saintes.

## Biographie
D'après une ancienne chronologie des évêques du diocèse, Concorde est évêque de Saintes entre la fin du Ve siècle et le début du VIe, succédant à Vivien de Saintes et avant Pierre Ier.
Aucun écrit le concernant est connu.
Il est fêté le 25 février.

## Source
- Th. Grasilier, Notice biographique sur les évêques de Saintes, 1877

### Articles liés
- Liste des évêques de Saintes
- Diocèse de Saintes